# ساموئل بودمان
ساموئل بودمان سوم (انگلیسی: Samuel Bodman؛  ۲۶ نوامبر ۱۹۳۸-۷ سپتامبر ۲۰۱۸) یک سیاستمدار و مهندس عظم اهل ایالات متحده آمریکا بود.وی در دولت جرج دابلیو بوش مسند وزارت انرژی ایالات متحده آمریکا بر عهده داشت . وی همچنین در دولت های مختلف معاونت وزارت خزانه‌داری ایالات متحده آمریکا  و معاونت وزارت بازرگانی ایالات متحده آمریکا را بر عهده داشت.
وی در تاریخ ۷ سپتامبر ۲۰۱۸ درگذشت.